# Culicoides eadsi
Culicoides eadsi är en tvåvingeart som beskrevs av Wirth och Blanton 1971. Culicoides eadsi ingår i släktet Culicoides och familjen svidknott. Inga underarter finns listade i Catalogue of Life.